# Јуда (племе)
Племе Јудејско је према Библији једно од Дванаест племена Израела. Оснивач племена је Јуда.
Када је завршено освајање Ханана, Исус Навин је подјелио земљу на дванаест дијелова.
Послије доста упада Филистејаца, ујединило се племе Симоново, племе Венијаминово и племе Јудино. Настало је Краљевство Јудејско.
Према Светом писму први цар је био Саул (из племена Вемијаминовог), послије њега Давид, његов син Соломон. Пошто је Соломон касније пао у идолопоклонство, казна му се одразила на сина Ровоама, којем је по Светом Писму Бог дао тврдо срце, да не испуни жељу Израиљу да буде блажи од свог оца, у владавини над народом. Израиљ се побунио и осим Јудиног и Венијаминовог племена, који су и даље себи за цара имали Ровоама, остала племена су себи за цара признала Јеровоама.
Краљевство је пропало послије Вавилонског напада.